# 佳川紘子
佳川紘子（日语：／ Kagawa Kōko，1942年10月6日—），日本女性配音員、演員。出身於東京都。舊藝名。

## 來歷
佳川紘子畢業於八代白百合學園高等學校、東京廣播學院。Theatre Echo第5期研究生。
1966年，她加入東京Actor Pro.。之後曾隸屬於Theatre Echo電影傳播部、PRODUCTION TANC、賢Production、Production★A組。

## 人物
特長、興趣：滑雪、劍道、聽音樂。

## 演出

### 電視動畫
1969年
- 甜蜜小天使 (1969年版)（1969年—1970年，芝麻〈初代〉、森山老師〈第2代〉、鏡之國妖精〈第2代〉、希波納〈第2代〉 等）

1970年
- 魔法人魚真子

1971年
- 萬能旋風兒（日语：国松さまのお通りだい）（青木老師）
- 原始少年隆（日语：原始少年リュウ）（1971年—1972年）

1972年
- 猿飛小悅子
- 鍾愛正義的俠士 月光假面（柳木綾子）

1973年
- 玲瓏三勇士S（河內志津子的母親〈第7話之外〉[7]、利瑪[8]、久保涼子[9]）

1974年
- 卡利麥羅 (1972年版)
- 蓋特機器人（1974年—1975年，早乙女元氣[10][11]、早乙女和子[11]、神明日香[12]、露嘉[12]、梅里[12]、雲客[12]、巴武[12] 等）
- 魔女小惠（1974年—1975年）

1975年
- 頑皮鼠歷險記（日语：ガンバの冒険）（忠太[13]）
- 蓋特機器人G（1975年—1976年，早乙女元氣[14]、早乙女和子[11]、胡蝶鬼[12]、勇的母親[12]）
- 蜜蜂瑪雅歷險記（日语：みつばちマーヤの冒険）（蝙蝠蛾、斥候）
- UFO機器人 古連泰沙（明妮中校、良子）
- 淘氣原始人庫姆庫姆（日语：わんぱく大昔クムクム）（莫奇莫奇）

1976年
- 元祖天才傻鵬（日语：元祖天才バカボン）
- 小甜甜（蘇珊娜·馬洛）

1977年
- 女王陛下的小天使小偵探（日语：女王陛下のプティアンジェ）（波賓斯[15]）
- 惑星機器人 丹加德A（1977年—1978年，荒井美緒子、茱蒂）

1978年
- 冒險五傑（加米斯、士兵）
- 銀河鐵道999（花子、亡靈A）

1979年
- 野玫瑰茱莉（日语：野ばらのジュリー）（克拉拉）
- 金髪珍妮（日语：金髪のジェニー (テレビアニメ)）（伊莉莎白修女）
- 凡爾賽玫瑰（1979年—1980年）

1980年
- 宇宙戰士巴魯迪奧斯（女）

1981年
- 新·根性青蛙
- 哆啦A夢 (大山羨代版)（源靜香的祖母 等）

1982年
- 大口妹（日语：あさりちゃん）（大泉康太郎的母親）
- The♥南瓜酒（旅館女將）

1983年
- 小超人帕門 (1983年版)（阿姨、男孩子、小孩、三重太太、小孩A）

1986年
- 愛少女波麗安娜物語（班頓夫人）

1987年
- 愛的小婦人物語（胡梅爾夫人）

1993年
- 忍者亂太郎（阿玲婆婆〈初代〉）

2001年
- 蠟筆小新（大屋〈初代〉、田中太太）

### 電影動畫
- 惑星機器人 丹加德A：宇宙大海戰（1978年，荒井美緒子[16]）
- 劇場版 明日之丈（1980年）
- 冒險者們 甘巴與7隻夥伴（日语：ガンバの冒険）（1984年，忠太[17]）

### 外語配音

#### 電影
- 大淘金（英语：The Italian Job） ※機內上映版。

#### 電視影集
- 持攝影機的人（英语：Man with a Camera）
- 凡夫俗子 ※朝日電視台版。
- 洛克福德檔案（英语：The Rockford Files）
- 淘氣小女巫（英语：The Worst Witch (2017 TV series)）（瑪麗亞·塔皮奧卡）

#### 人偶劇
- 雷鳥神機隊

### 特攝影集
- 怪奇大作戰（1968年，朝倉妮娜的聲音）
- 俏巴喇君（日语：チビラくん）（1970年，狸姬的聲音）
- SF電視劇 猿之軍團（日语：SFドラマ 猿の軍団）（1974年，小猿佩佩的聲音）
- 超神三戰士（1976年，血舔的聲音）
- 假面騎士Sky (新)（1979年，繃哥母親艾爾莎的聲音）

### 旁白
- 小學館
  - 小學一年級（日语：小学一年生）
  - Petit Seven
- 大正製藥 PABRON
- NISSAN Gloria
- HITACHI 青空
- 山印釀造 山印味噌

## 腳註

## 外部連結
- 佳川紘子｜Production★A組，存于 （日語）